# シシュキン・レス
シシュキン・レス（露称：Шишкин Лес、英称：Shishkin Les 、Cone Forest ）は、ロシアの企業シシュキン・レス・カンパニーが発売しているミネラルウォーターである。

## 概要
シシュキン・レス・カンパニーにより1988年に発売。ロシア国内でのレストラン用、家庭用ミネラルウォーターのさきがけ的存在である。
会社のモットーは、『高品質の為に妥協はしない！』であり、現在ではロシアを代表するミネラルウォーターとなった。